# Saha (Estland)

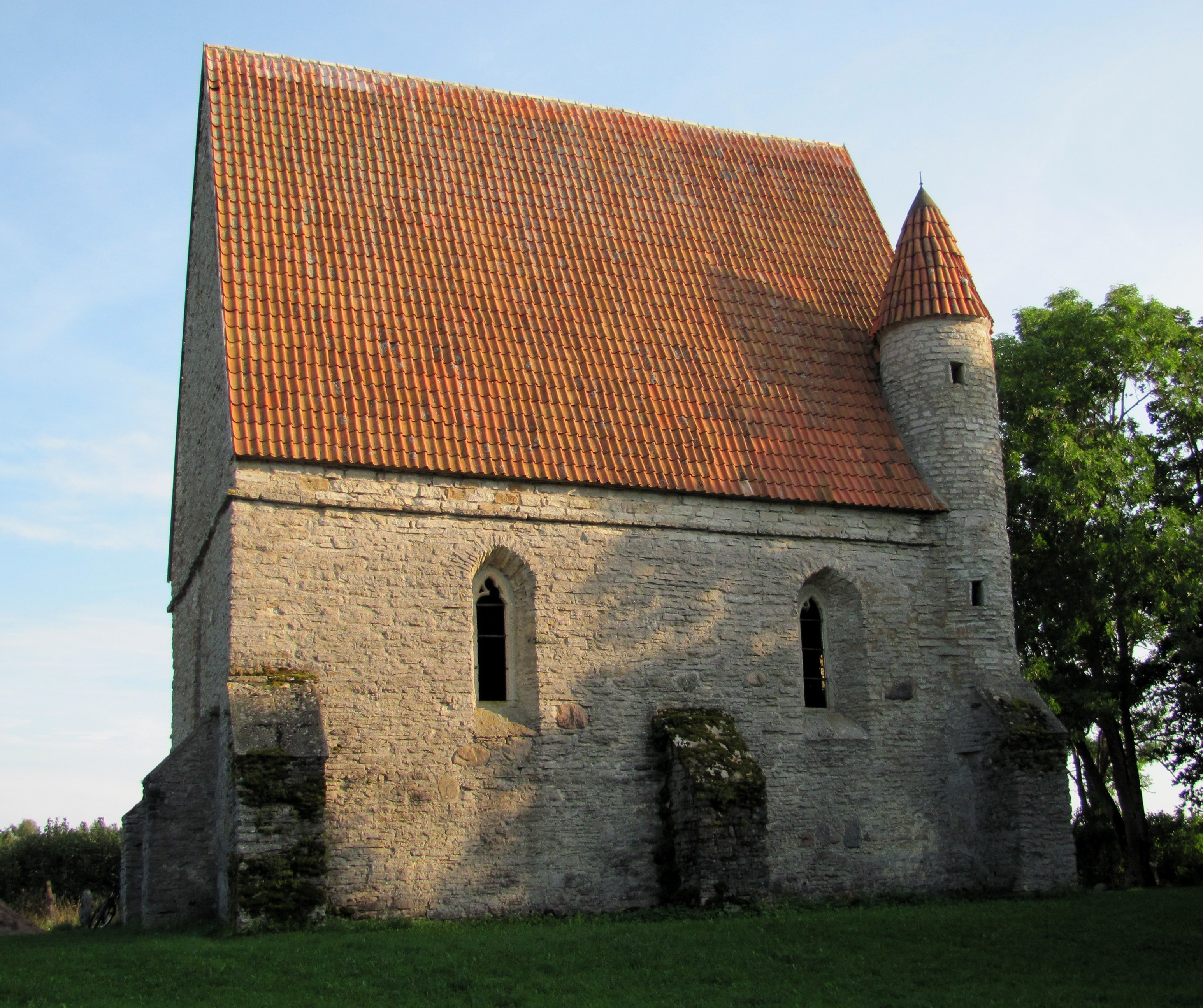
Die Kapelle von Saha

Saha (deutsch Saage) ist ein Dorf (estnisch küla) im estnischen Kreis Harju. Es gehört zur Landgemeinde Jõelähtme. Saha hat 118 Einwohner (Stand: 1. Januar 2007).
Das Dorf Saha wurde erstmals 1241 urkundlich erwähnt. Der Siedlungsplatz ist vermutlich sehr viel älter.
Einen halben Kilometer vom Dorfkern entfernt liegt auf einer Anhöhe die Kapelle von Saha. Das erste Sakralgebäude wurde dort wahrscheinlich um 1220 aus Holz erbaut, während eines Aufstandes 1223 aber zerstört. Im selben Jahr wurde vermutlich der Friedhof von Saha angelegt.
Das bis heute in seinem ursprünglichen Aussehen erhaltene Gotteshaus aus Stein stammt vermutlich aus der ersten Hälfte des 15. Jahrhunderts. Die Kirche ist wohl proportioniert. Sie weist keinen Chorraum auf. Bemerkenswert ist der nordwestliche Eckturm mit seiner spiralförmigen Treppe. Das Gebäude diente mit seinen starken Wänden, befestigten Türen und den schmalen, hohen Fenstern erkennbar auch Verteidigungszwecken. Es wurde 1968–71 aufwendig restauriert.

## Persönlichkeiten
- Otto von Lilienfeld (1805–1896), Rittergutsbesitzer auf Saage, Verwaltungsjurist und Präsident des estländischen ev.-luth. Konsistoriums
- Merle Viirmaa (* 1974 in Tallinn), ehemalige, in Saha lebende Biathletin.